# Cornelia Achenbach
Cornelia Achenbach (* 10. Oktober 1982 in Lörrach) ist eine deutsche Schriftstellerin und Journalistin.

## Leben und Wirken
Cornelia Achenbach, geboren als Cornelia Laufer, wuchs in Lörrach als Tochter eines Lehrer-Ehepaares auf. Nach dem Abitur am Hebel-Gymnasium Lörrach studierte sie Politikwissenschaft und Romanistik an der Albert-Ludwigs-Universität Freiburg und an der Universität Lille.
Nach Abschluss des Studiums absolvierte sie von 2007 bis 2008 eine journalistische Ausbildung (Volontariat) in der Redaktion der Neuen Osnabrücker Zeitung, der sie seit 2008 als Redakteurin angehört. Sie arbeitet als Reporterin in der Osnabrücker Lokalredaktion.
Im Juni 2022 gehörte sie zu den Gründungsmitgliedern des Schriftstellerverbandes PEN Berlin.
Cornelia Achenbach ist verheiratet und hat eine Tochter. Sie lebt in Osnabrück.

## Schriftstellerin
Im März 2020 erschien im Münchener Verlag Wunderraum, der zur Penguin Random House Verlagsgruppe gehört, Cornelia Achenbachs erster Roman Darüber reden wir später. Darin erzählt sie die Geschichte einer Frau im beginnenden Rentenalter, deren jahrzehntelange Routine durchbrochen wird, als ihr Mann ins Koma fällt. Sie beginnt im Tagebuch ihrer Mutter zu lesen und findet unter anderem Schilderungen aus Kriegszeiten. Daraufhin setzt sie sich mit ihrer Familiengeschichte und ihrer eigenen Biografie auseinander und erkennt, wie viel Unausgesprochenes es auch in ihrem Leben gibt. Zu dem Roman inspiriert worden war Achenbach auch von Notizen aus dem Nachlass ihrer Großmutter.
Wunderraum veröffentlichte im März 2022 mit Nachtwanderung auch ihren zweiten Roman, der die Geschichte zweier Frauen erzählt, die zu Schulzeiten beste Freundinnen waren, sich nach einem folgenschweren Zwischenfall in der Schule aber von einem Tag auf den anderen aus den Augen verloren hatten. Bei einem Klassentreffen sehen sie sich nach vielen Jahren wieder, was ein wenig Aufklärung, aber nicht unbedingt Heilung verspricht.
Im Juni 2022 erhielt sie vom Land Niedersachsen auf Empfehlung der Niedersächsischen Literaturkommission ein Stipendium. Das Land unterstützt damit Achenbachs Roman-Projekt Josch, mit dem es der Schriftstellerin dem Niedersächsischen Kulturministerium zufolge „gelingt […], ein gesellschaftlich relevantes Thema, die in Niedersachsen Anfang der 2000er Jahre eingeführten Babyklappen, mit dem Thema Freundschaft und Fragen nach Herkunft, Identitätssuche und Verlust zu verbinden“.

## Werke
- Darüber reden wir später. Wunderraum, München 2020, ISBN 978-3-336-54817-0.
- Nachtwanderung. Wunderraum, München 2022, ISBN 978-3-442-31606-9.